# Maxime Dorigo
Pour les articles homonymes, voir Dorigo.
Maxime Dorigo, né le 27 septembre 1936 à Paris, est un ancien joueur et entraîneur de basket-ball français. Joueur dominant du début des années 1960, il figure en 2004 dans la première promotion de l'Académie du basket-ball français en compagnie d'autres "légendes" : Jacky Chazalon, Roger Antoine, Christian Baltzer, Jean-Paul Beugnot, André Buffière, Hervé Dubuisson et Alain Gilles.

## Biographie
Né à l'Hôtel-Dieu, à Paris 4e, de parents italiens, Maxime Dorigo commence le basket à 14 ans à la Jeanne d'Arc de Charonne, un patronage affilié à la Fédération sportive de France (FSF). Il prend la nationalité française lors de son service militaire. Ses coéquipiers le surnomment affectueusement Le Rital.
Ailier élégant, redouté pour son jump shot, il est considéré comme l'un des meilleurs joueurs européens du début des années 1960. « Il ne déparerait pas dans une équipe américaine, par son style d'une prodigieuse habileté » estime le quotidien L'Équipe en 1961.
Après le Mondial 1963, où il est élu dans le cinq idéal du tournoi, l'Italie lui propose de le naturaliser mais il refuse. Il reçoit également des offres de la part d'équipes prestigieuses, telles Milan et Varèse, qu'il décline pour rester fidèle à son patronage de toujours, l'Alsace de Bagnolet, avec lequel il remporte trois titres de champion de France et 11 titres de champion de la  Fédération sportive et culturelle de France (FSCF), sans interruption de 1960 à 1970.
Son frère cadet, Laurent Dorigo, est également international français.

## Clubs
Joueur
- 1957 - 1972 :  Alsace de Bagnolet (Nationale 1)

Entraîneur
- 1971 - 1976 :  Alsace de Bagnolet (Nationale 1)

## Carrière internationale
Maxime Dorigo est sélectionné 71 fois en équipe de France, entre 1958 et 1966. Il marque 851 points dont un record à 30.
Il dispute trois grandes compétitions internationales avec les Bleus : l'Euro 1959 (médaille de bronze), les Jeux olympiques 1960 (10e place) et le Mondial 1963 (5e).

## Palmarès

### Palmarès en club
Champion de France avec l'Alsace de Bagnolet : 1961, 1962 et 1967.

### Palmarès en Équipe de France
- Médaille de bronze au championnat d'Europe 1959

### Distinctions personnelles
- Désigné Gloire du sport dans la promotion 2011[2].